# Hughes Aircraft
Хьюз (англ. Hughes) — американская военно-промышленная авиастроительная компания, основанная в 1932 году Говардом Хьюзом, как подразделение Hughes Tool Company. 
Наиболее известна следующая продукция Хьюз Эйркрафт — летающая лодка Хьюз H-4 Геркулес («Еловый Гусь»), космический аппарат «Галилео» для исследования Юпитера и управляемая ракета AIM-4 «Фалькон» ближнего воздушного боя.
В 1985 году General Motors приобрела компанию у Howard Hughes Medical Institute; «Хьюз Эйркрафт» становится частью GM Hughes Electronics, известной сейчас как DirecTV Group, пока в 1997 году GM не продаёт её компании Raytheon.
Предприятия: 
в Эль-Сегундо (El Segundo, побережье залива Санта-Моника) — вычислители для СУО, танковые прицелы и тепловизоры.

## Продукция
- Продукция Hughes Aircraft
- Hughes H-1 Racer.
- Hughes H-4 Hercules.
- Hughes XF-11.
- Hughes AIM-4 Falcon.
- Космический аппарат Galileo на стадии тестирования.
- Построенный «Хьюз» лунный посадочный аппарат Surveyor.
- Разработанная «Хьюз» авиационная ракета AIM-120 AMRAAM средней дальности.
- 5,56-мм лёгкий пулемёт Lockless LRMG
- Логотип Hughes, после приобретения её General Motors